# ألغي (تشيلو)
ألغي (بالفارسية: الگی) هي منطقة سكنية تقع في إيران في قسم تشيلو الريفي. يقدر عدد سكانها بـ 15 نسمة بحسب إحصاء 2016.